# Звездан (биљка)
Звездан или жути звездан (Lotus corniculatus) је вишегодишња врста зељастих биљака из фамилије махунарки (Fabaceae). Распрострањена је у умереним областима Европе и Азије, као и у северној Африци.

## Опис
Звездан је вишегодишња биљка, са устајућим или полеглим стаблом дугим до 40 cm, без столона. Листови су на кратким дршкама, петочлани, голи или мало длакави.. Залисци су редуковани у врло кратке бодље или жлездане квржице. Цвасти (штитови) су постављене усправно на дугачким дршкама цвасти, и броје 2 до 6 жутих цветова. Плод је вишесемена махуна.

## Станиште
Звездан расте и по влажним и по сушним ливадама, њивама и утринама, на различитим надморским висинама.

## Употреба
Жути звездан се карактерише добром хранљивом вредношћу крме. Принос сена у повољним условима достиже и до 8-9 t/ha из три откоса. Сено садржи у просеку 18% сирових протеина и има велику сварљивост. Ова врста улази у састав скоро свих смеша за травно-легуминозне пашњаке, јер се одлично регенерише (после кошења или напасања), нарочито у брдским и планинским подручјима. 